# Alona (Vorname)
Alona ist ein weiblicher Vorname. Er leitet sich von hebräisch אלון (Eiche)  her oder tritt als Variante von Alena oder Aljona auf.

## Namensträgerinnen
- Alona Harpaz (* 1971), israelische Künstlerin
- Alona Kimchi (* 1966), israelische Schriftstellerin
- Alona Rodeh (* 1979), israelische Multimediakünstlerin
- Alona Tal (* 1983), israelische Schauspielerin
- Alona Uehlin (* 1990), belarussische Turniertänzerin